# Антоново (Опочецкий район)
Анто́ново — деревня в Опочецком районе Псковской области России. Входит в состав Варыгинской волости.
Расположена в 14 км к северо-западу от города Опочка, на берегу реки Исса.
Численность населения по оценке на конец 2000 года составляла 39 жителей, на 2012 год — 23 жителя.